# Vojkovice (okres Frýdek-Místek)
Obec Vojkovice (německy Wojkowitz) se nachází v okrese Frýdek-Místek v Moravskoslezském kraji. Žije zde 784 obyvatel. Vojkovice spadají pod římskokatolickou farnost Dobratice.

## Název
Na vesnici bylo přeneseno původní pojmenování jejích obyvatel Vojkovici, které bylo odvozeno od osobního jména Vojek (což byla domácká podoba některého jména obsahujícího -voj-, např. Vojslav, Vojtěch, Bořivoj, Budivoj) a znamenalo "Vojkovi lidé".

## Historie
První písemná zmínka o obci pochází z roku 1573, ale byla založena před rokem 1520. Původně byly Vojkovické pozemky majetkem Tluků z Tošanovic.
Za Rakouska-Uherska si místní obyvatelé přidělávali taháním vozů přes místní potok Lučinu. Během 2. světové války byla část obce v Protektorátu Čechy a Morava a část byla součástí říše. Hranici tvořila řeka Lučina.
Obec nemá kostel, ten je však nahrazen kaplí, ve která se využívá římskokatolickou dobratickou farností asi 5krát ročně. V obci se nachází modlitebna Církve adventistů sedmého dne z roku 1927, která byla několikrát výrazně přestavěna.

## Obyvatelstvo

Věková struktura obyvatel obce Vojkovice roku 2011

## Bývalý lihovar (Koníčkův dvůr)
První zmínka o zřízení hospody v areálu nynějšího Koníčkova dvora u brodu na břehu říčky Holcziny je z roku 1798. V záznamech Státního archivu v Opavě z roku 1820 je již budova vedena pod číslem 49 jako panská hospoda Wirthaus (Hostinec). Příchod židovské rodiny Glesingerů do Vojkovic není přesně znám, ale odhaduje se, že to bylo někdy v roce 1840. Výroba lihu začala, podle zápisu Obchodní komory v Opavě, 2. listopadu 1864. Proslulý byl především likér Vojkovská hořká, který sestával z 53 bylin a svého času patřil k uznávaným žaludečním likérům. Výroba lihu byla zastavená v roce 1948, definitivní tečkou byl pak rok 1952, kdy byla budova přestavěna na kravín. Novodobá historie objektu se začala psát po roce 1989, kdy zde začala působit zemědělská firma TOZOS. Ta zde zřídila jatka. V průběhu let se dalším majitelem objektu stala firma Těšínské jatky. V listopadu 2016 koupil objekt s přilehlými parcelami majitel Pivovaru Koníček Mojmír Velký a dal tak impuls k zahájení činnosti firmy Vojkovický pivovar, s.r.o.

## Akce
Každý rok v létě je ve Vojkovicích pořádán Vojkovický den a minifestival Výkvět. V zimě před Vánoci je již tradičně pořádán jarmark s vystoupením MŠ.

## Hospodářství

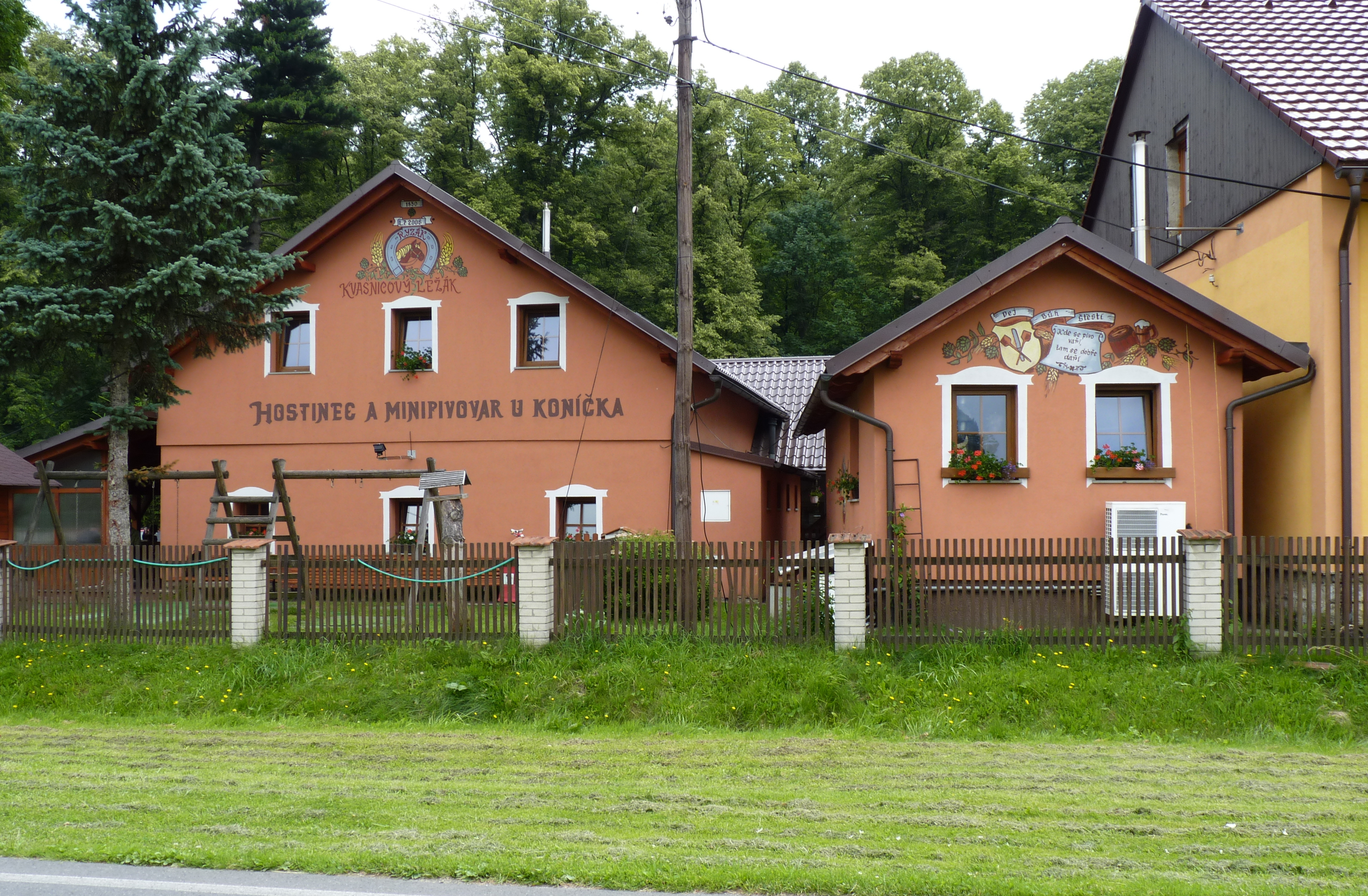
Minipivovar Koníček

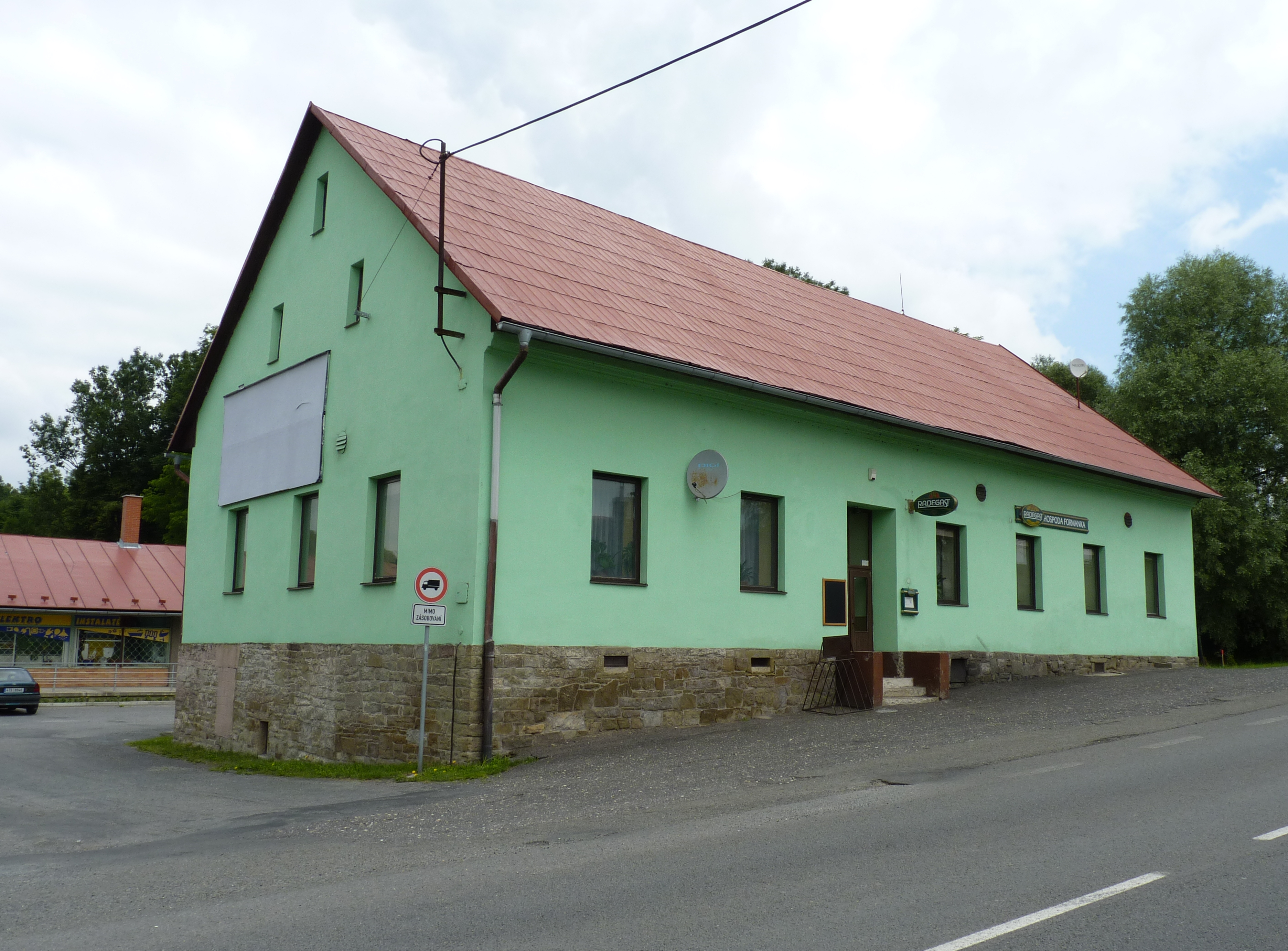
Bývalá hospoda Formanka, dnes již rodinný dům

V obci je provozována na ploše bývalého letiště betonárna Skanska, prodávající betonové směsi.
Od roku 2006 se ve Vojkovicích vaří pivo Koníček. Mimo klasické ležáky se zde vaří i medové speciály jako Čmelák, Vosa nebo také speciál na Vojkovický den "Vojkovičan".

## Pamětihodnosti
- Socha svatého Karla Boromejského
- Socha Jana Nepomuckého
- Kaple navštívení Panny Marie

Po druhé světové válce v obci zůstalo i bojové letadlo, které sloužilo víceméně k pobavení dětí. Letadlo však již bylo odstraněno.

## Doprava
Na katastru obce Vojkovice se nachází i železniční zastávka s názvem Dobratice-Vojkovice.
Ve Vojkovicích se nachází 5 autobusových zastávek: "Vojkovice,,střed", "Vojkovice,,kaple", "Vojkovice,,pod mostem" , "Vojkovice,,křiž. k Dobraticím" a "Vojkovice,,odbočka Šprochovice".

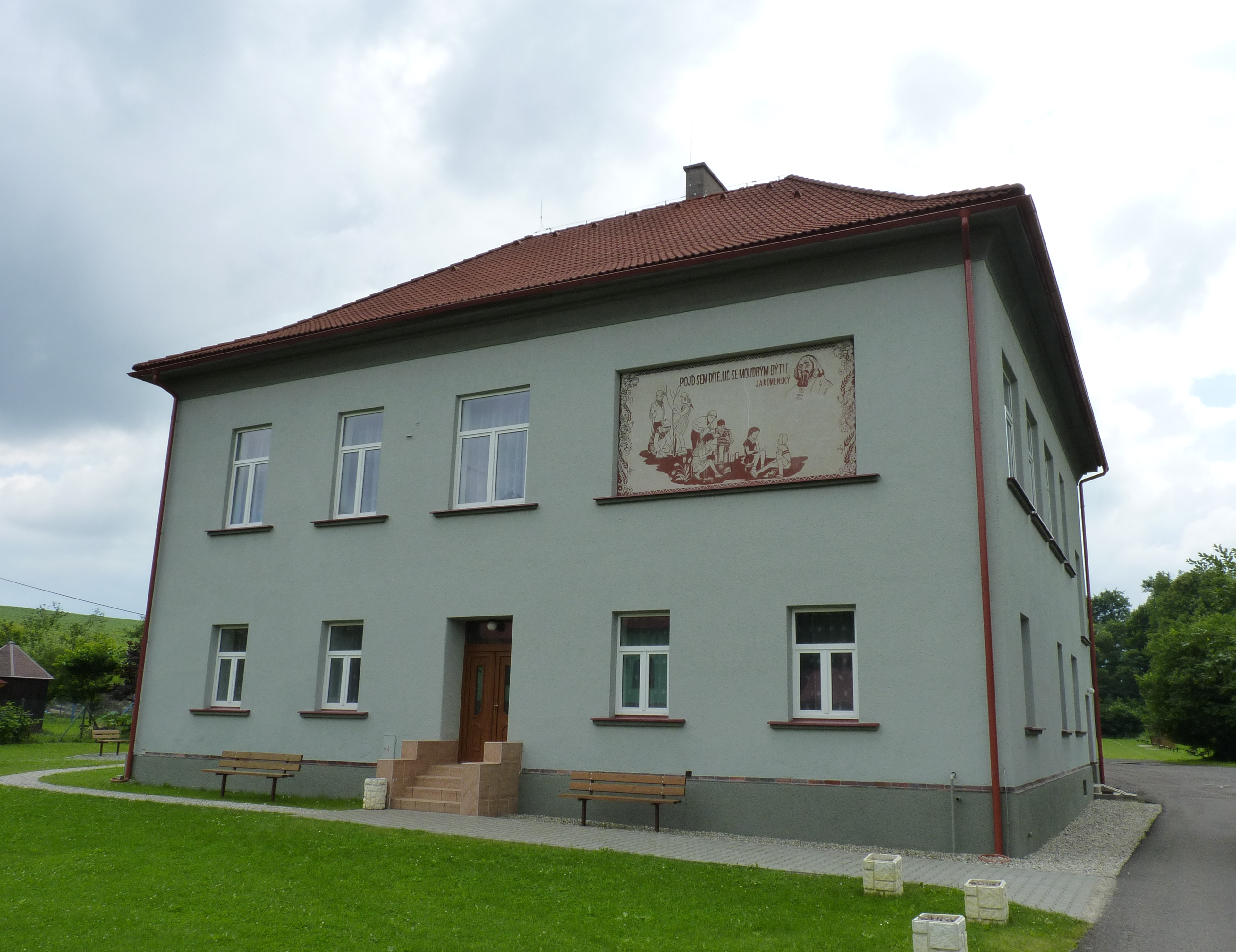
Stará škola, dnes využívána k společenským akcím

## Vodstvo
Ve Vojkovicích se nachází čtyři vodní toky.
- Přivaděč-kanál odpojený z Morávky do V.D. Žermanice
- Lučina
- Šprochůvka
- Holčina

## Zájmové útvary
Ve Vojkovicích účinkují spolky:
- TJ Sokol Vojkovice
- SBTS Vojkovice

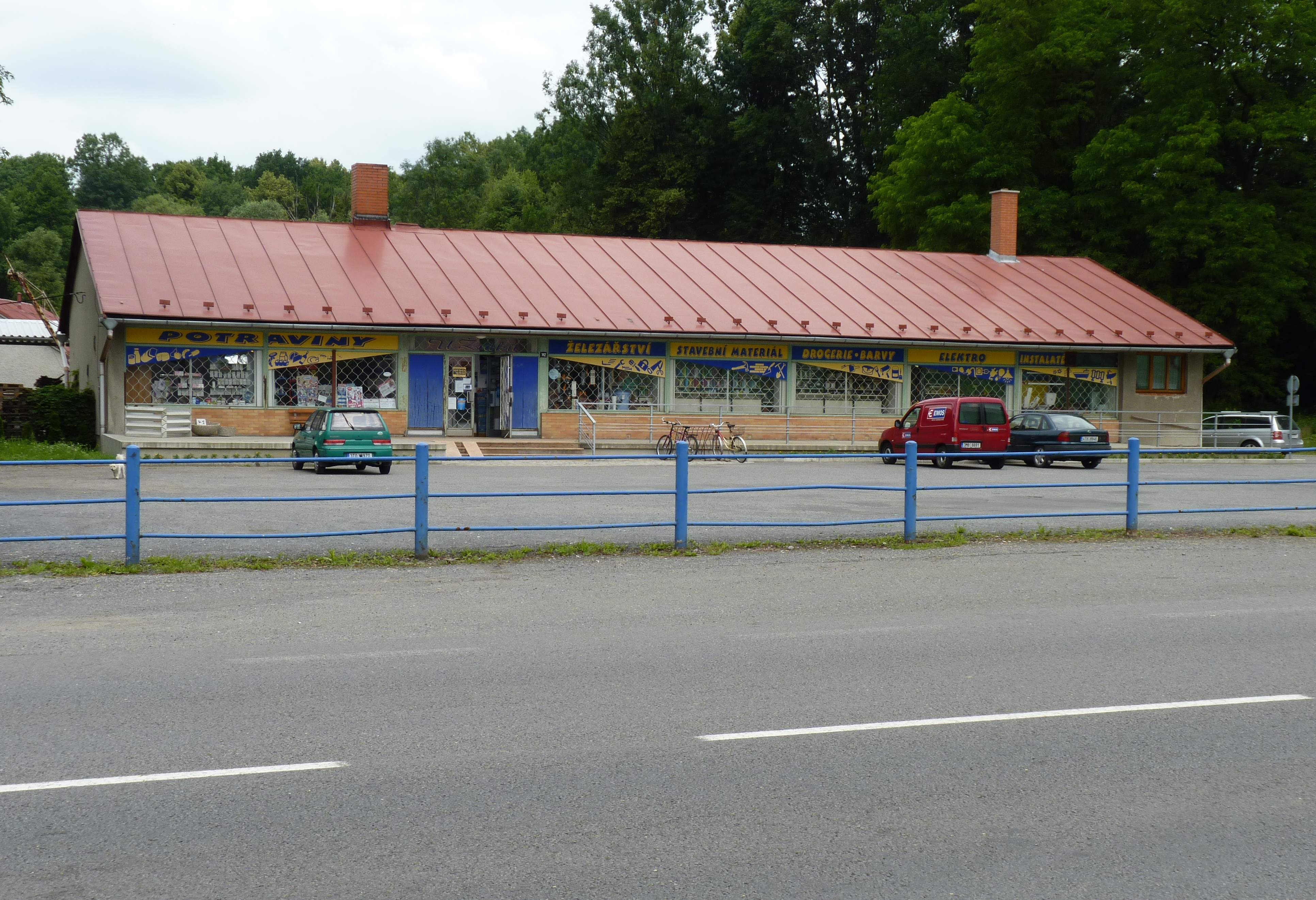
Potraviny a železářství "U Žídků"

- V obci se nachází plocha, určená k výcviku psů.

## Významné osobnosti
Lubomír Pokluda (*1958), fotbalista